# Люблинский 59-й пехотный полк
59-й пехотный Люблинский полк — пехотная воинская часть Русской императорской армии.
Старшинство — 14.02.1831. 
Полковой праздник — 12 декабря.
Дислокация — Одесса.

## История
- 14.02.1831 г. — сформирован из 3-х батальонов Волынского и Минского пехотных полков как Люблинский пехотный полк в составе 2-х батальонов.
- 16.04.1831 г. — присоединен 3-й батальон Белёвского полка.
- 28.01.1833 г. — присоединен 2-й батальон 52-го егерского полка. Назван Люблинским егерским полком.
- 23.02.1856 г. — присоединен батальон Белёвского полка.
- 17.04.1856 г. — Люблинский пехотный полк.
- 25.03.1864 г. — 59-й пехотный Люблинский полк.

Полк — активный участник Первой мировой войны, в частности, Галицийской биты 1914 г.

## Боевые отличия
1. Полковое знамя Георгиевское с надписью: «За поход в Анди в Июне и взятие Дарго 6 Июля 1845, за переправу через Дунай 11 Марта 1854 и за Севастополь в 1854 и 1855 годах».
2. Поход за военное отличие. Пожалован 25.12.1849 г. за усмирение Трансильвании.
3. Знаки на головные уборы с надписью: «За Мукден в 1905 году». Пожалованы 8.06.1907 г.

## Командиры
- 29.07.1837 — 12.06.1838 — подполковник Веригин, Александр Иванович
- 06.02.1842 — 25.12.1849 — полковник (с 01.09.1849 генерал-майор) Липский, Казимир Яковлевич
- 25.12.1849 — 08.11.1854 — полковник (с 26.11.1852 генерал-майор) Арцыбашев, Алексей Алексеевич
- 08.11.1854 — 19.07.1861 — полковник Гертык, Осип Осипович
- 02.08.1861 — 20.10.1869 — полковник Челищев, Владимир Егорович
- 23.10.1869 — хх.хх.1872 — полковник Гедройц, Иозефат Викентиевич
- хх.хх.1872 — хх.хх.1878 — полковник Артемьев, Алексей Васильевич
- 02.06.1878 — 01.06.1884 — полковник Секварелидзе-Бежанов, Егор Егорович
- 01.06.1884 — 23.07.1888 — полковник Макеев, Михаил Петрович
- 08.08.1888 — 19.11.1891 — полковник Келлер, Карл Генрихович
- 26.11.1891 — 15.02.1900 — полковник Акнов, Арсений Иродионович
- 24.02.1900 — 10.03.1903 — полковник Задорин, Пётр Захарьевич
- 12.03.1903 — 12.02.1904 — полковник Воронов, Николай Михайлович
- 07.03.1904 — 31.03.1904 — полковник Марков, Сергей Дмитриевич
- 17.04.1904 — 18.08.1905 — полковник Кузнецов, Поликарп Алексеевич
- 18.08.1905 — 11.09.1909 — полковник Скляревский, Дмитрий Епифанович
- 11.09.1909 — 12.09.1910 — полковник Грифф, Михаил Гордеевич
- 12.09.1910 — 26.06.1912 — полковник Пржибыльский, Владислав Антонович
- 26.06.1912 — 02.07.1915 — полковник (с 14.11.1914 генерал-майор) Лавдовский, Владимир Александрович
- 18.07.1915 — 04.10.1916 — полковник Кирпотенко, Сергей Антонович
- 15.10.1916 — 07.03.1917 — полковник Анисимов, Александр Иванович
- 20.04.1917 — 11.05.1917 — полковник Андреев, Николай Никанорович
- 11.05.1917 — хх.03.1918 — подполковник (с 16.06.1917 полковник) Терлецкий, Борис Константинович